# باب متیاس
 باب متیاس (انگلیسی: Bob Mathias؛ زاده ۱۷ نوامبر ۱۹۳۰ درگذشته ۲ سپتامبر ۲۰۰۶) یک سیاست‌مدار، ورزشکار، هنرپیشه، و افسر (ارتش) اهل ایالات متحده آمریکا بود.